# Lenovo Smart Assistant
Lenovo Smart Assistant(レノボ スマート アシスタント)はレノボが開発したAmazon Alexa対応のスマートスピーカー 。CES 2017で発表され、2017年5月に米国で発売された 。ハーマン・カードン版のスピーカーもCESで発表された。このスピーカーはAlexa ボイスサービスを使用しAlexaコンパニオンアプリを通じて操作できる 。デバイスの内部には８つのマイク、Wi-Fiチップ、Intel Celeron N3060プロセッサー及び大型スピーカーが搭載されている。デバイスの底部はグレー、緑色、橙色の布が重ねられている